# Mimoglenea fuchsi
Mimoglenea fuchsi là một loài bọ cánh cứng trong họ Cerambycidae.